# Golubovka (Dalneretxenski)
|  | Per a altres significats, vegeu «Golubovka». |

Golubovka (en rus: Голубовка) és un poble del krai de Primórie, a l'Extrem Orient de Rússia, que en el cens del 2010 tenia 78 habitants. Pertany al districte rural de Dalneretxenski.